# Rybno Północne
Jezioro Rybno Północne (Jezioro Rybno Małe) – jezioro w Polsce, w województwie wielkopolskim, w powiecie gnieźnieńskim, w gminie Kiszkowo, na Pojezierzu Gnieźnieńskim. Na południe od jeziora leży wieś Rybno Wielkie, na północ – wieś Rybieniec.

## Dane morfometryczne
Zwierciadło wody położone jest na wysokości 96,4 metrów n. p. m. Maksymalna głębokość wynosi 3,8 metrów. Powierzchnia zwierciadła wody wynosi 15,4 ha.